# Solmott
Solmott, Pyralidae, är en familj i insektsordningen fjärilar, Lepidoptera. Tidigare räknades också fjärilarna i familjen Crambidae till Pyralidae, men de har sedan dess blivit en egen familj.  Solmott ingår  i överfamiljen Pyraloidea, ordningen fjärilar, Lepidoptera, klassen egentliga insekter, Insecta, fylumet leddjur, Arthropoda, och riket djur, Animalia. Enligt Catalogue of Life omfattar familjen Pyralidae 6031 arter, var av 86 har påträffats i Sverige.

## Beskrivning
Solmott är vanligtvis små, men vingspannet varierar beroende på art mellan 12 och 45 millimeter. De har smärt kropp och vanligen avlångt trekantiga framvingar, som i vila är taklikt lagda på de oftast bredare, sammanvikta bakvingarna. Larverna lever i regel i spunna rör på värdväxterna eller i jorden vid deras rötter.

## Dottertaxa till solmott, sorterat efter underordning och alfabetiskt[1][3]

### Chrysauginae
- Abaera Walker, 1859
- Acallidia Schaus, 1913
- Acallis Ragonot, 1891
- Adenopteryx Ragonot, 1891
- Ahyalosticta Amsel, 1956
- Anassodes Turner, 1932
- Anemosa Walker, 1859
- Anemosella Dyar, 1914
- Anisothrix Ragonot, 1891
- Area Ragonot, 1891
- Arica Walker, 1863
- Arouva Walker, 1864
- Arta Grote, 1875
- Azamora Walker, 1858
- Balidarcha Dyar, 1914
- Basacallis Cashatt, 1969
- Bisinusia Amsel, 1956
- Blepharocerus Blanchard, 1852
- Bonchis Walker, 1862
- Bradypodicola Spuler, 1906
- Bradypophila Ihering, 1913
- Callasopia Möschler, 1890
- Caphys Walker, 1863
- Cappsia Pastrana, 1953
- Carcha Walker, 1859
- Casuaria Walker, 1866
- Catadupa Walker, 1863
- Chrysauge Hübner, 1823
- Chrysophila Hübner, 1831
- Clydonopteron Riley, 1880
- Condylolomia Grote, 1873
- Craftsia Dyar, 1914
- Cromarcha Dyar, 1914
- Cryptoses Dyar, 1908
- Cyclidalis Hampson, 1906
- Cyclopalpia Hampson, 1897
- Dastira Walker, 1859
- Dasycnemia Ragonot, 1891
- Deopteryx Dyar, 1914
- Derbeta Walker, 1866
- Diloxis Hampson, 1897
- Distortia Amsel, 1956
- Drepanodia Ragonot, 1892
- Epidelia Ragonot, 1891
- Epiparachma Amsel, 1956
- Epitamyra Ragonot, 1891
- Eupilocera Dognin, 1909
- Galasa Walker, 1866
- Galasodes Amsel, 1956
- Gephyra Walker, 1859
- Gephyrella Dyar, 1914
- Hednotodes Lower, 1893
- Heterauge Hampson, 1906
- Holoperas Warren, 1891
- Humiphila Becker, 1974
- Hyalosticta Hampson, 1897
- Hyperparachma Warren, 1891
- Hypocosmia Ragonot, 1891
- Idnea Herrich-Schäffer, 1858
- Idneodes Ragonot, 1892
- Itambe Ragonot, 1892
- Lepidomys Guenée, 1852
- Lophopleura Ragonot, 1891
- Lophopleuropsis Amsel, 1956
- Martiniodes Amsel, 1956
- Megacaphys Hampson, 1916
- Michaelshaffera Solis, 1997
- Microrca Amsel, 1956
- Microsauge Amsel, 1956
- Microzancla Hampson, 1897
- Mimetauge Munroe, 1970
- Monoloxis Hampson, 1897
- Murgisca Walker, 1863
- Myolisa Dyar, 1914
- Nachaba Walker, 1859
- Navura Schaus, 1913
- Negalasa Barnes & McDunnough, 1913
- Neocaphys Amsel, 1956
- Ocoba Dyar, 1914
- Ocresia Ragonot, 1891
- Oectoperodes Ragonot, 1892
- Ophias Ragonot, 1891
- Oryctopleura Ragonot, 1891
- Pachypodistes Hampson, 1905
- Parabaera Dognin, 1904
- Parachma Walker, 1866
- Paragalasa Cashatt, 1969
- Paramacna Warren, 1889
- Paridnea Ragonot, 1892
- Passelgis Dyar, 1914
- Pelasgis Ragonot, 1891
- Penthesilea Ragonot, 1891
- Pionidia Hampson, 1897
- Polyterpnes Turner, 1932
- Potosa Capps, 1952
- Protrichia Hampson, 1897
- Psectrodes Ragonot, 1891
- Pyrauge Hampson, 1906
- Pyraustodes Ragonot, 1891
- Quadrischistis Amsel, 1956
- Ramphidium Geyer, 1837
- Replicia Dyar, 1914
- Restidia Dyar, 1914
- Rhynchotosale Hampson, 1916
- Salobrena Walker, 1863
- Sarcistis Hampson, 1897
- Satole Dyar, 1908
- Schistoneura Ragonot, 1891
- Semnia Hübner, 1827
- Sthenobaea Ragonot, 1891
- Streptopalpia Hampson, 1895
- Tamyra Herrich-Schäffer, 1858
- Tetraschistis Hampson, 1897
- Tharsanthes Meyrick, 1936
- Thermotesia Hampson, 1916
- Tippecoa Dyar, 1914
- Torotambe Dyar, 1914
- Tosale Walker, 1863
- Uliosoma Warren, 1891
- Ungulopsis Amsel, 1956
- Voglia Amsel, 1956
- Xantippe Ragonot, 1891
- Xantippides Dyar, 1908
- Zaboba Dyar, 1914
- Zamanna Dyar, 1914
- Zanclodes Ragonot, 1891

### Endotrichinae
- Endosimilis Whalley, 1961
- Larodryas Turner, 1922
- Oenogenes Meyrick, 1884
- Persicoptera Meyrick, 1884

### Epipaschiinae
- Accinctapubes Solis, 1993
- Afra Ghesquière, 1942
- Agastophanes Turner, 1937
- Anaeglis Lederer, 1863
- Anarnatula Dyar, 1918
- Anexophana Viette, 1960
- Apocera Schaus, 1912
- Araeopaschia Hampson, 1906
- Astrapometis Meyrick, 1884
- Austropaschia Hampson, 1916
- Axiocrita Turner, 1913
- Bibasilaris Solis, 1993
- Cacozelia Grote, 1878
- Calybitia Schaus, 1922
- Canipsa Walker, 1866
- Carthara Walker, 1865
- Catalaodes Viette, 1953
- Catamola Meyrick, 1884
- Cecidipta Berg, 1877
- Chloropaschia Hampson, 1906
- Coenodomus Walsingham, 1888
- Dasyvesica Solis, 1991
- Deuterollyta Lederer, 1863
- Doddiana Turner, 1902
- Elisabethinia Ghesquière, 1942
- Epilepia Janse, 1931
- Epipaschia Clemens, 1860
- Eublemmodes Gaede, 1917
- Genopaschia Dyar, 1914
- Geropaschia Hampson, 1917
- Glossopaschia Dyar, 1914
- Heminomistis Meyrick, 1933
- Homura Lederer, 1863
- Incarcha Dyar, 1910
- Isolopha Hampson, 1895
- Jocara Walker, 1863
- Lacalma Janse, 1931
- Lameerea Ghesquière, 1942
- Lamida Walker, 1859
- Lepidogma Meyrick, 1890
- Lepipaschia Shaffer & Solis, 1994
- Leptoses Ghesquière, 1942
- Lista Walker, 1859
- Locastra Walker, 1859
- Macalla Walker, 1859
- Mazdacis Solis, 1993
- Mediavia Solis, 1993
- Micropaschia Hampson, 1906
- Milgithea Schaus, 1922
- Mimaglossa Warren, 1891
- Neopaschia Janse, 1922
- Noctuides Staudinger, 1892
- Nyctereutica Turner, 1904
- Obutobea Ghesquière, 1942
- Odontopaschia Hampson, 1903
- Omphalepia Hampson, 1906
- Omphalota Hampson, 1899
- Oneida Hulst, 1889
- Orthaga Walker, 1859
- Oxyalcia Dognin, 1905
- Pandoflabella Solis, 1993
- Paranatula Dyar, 1913
- Parastericta Janse, 1931
- Peplochora Meyrick, 1933
- Phidotricha Ragonot, 1889
- Plumiphora Janse, 1931
- Plutopaschia Hampson, 1917
- Pococera Zeller, 1848
- Pocopaschia Dyar, 1914
- Poliopaschia Hampson, 1916
- Polylophota Hampson, 1906
- Proropoca Hampson, 1916
- Pseudocera Walker, 1863
- Quadraforma Solis, 1993
- Rhynchopaschia Hampson, 1906
- Roeseliodes Warren, 1891
- Salma Walker, 1863
- Schoutedenidea Ghesquière, 1942
- Sparactica Meyrick, 1938
- Spectrotrota Warren, 1891
- Speiroceras Chrétien, 1911
- Stenopaschia Hampson, 1906
- Stericta Lederer, 1863
- Sultania Koçak, 1987
- Taiwanastrapometis Shibuya, 1928
- Tallula Hulst, 1888
- Tancoa Schaus, 1922
- Teliphasa Moore, 1888
- Termioptycha Meyrick, 1889
- Tineopaschia Hampson, 1916
- Titanoceros Meyrick, 1884
- Toripalpus Grote, 1878
- Trichotophysa Warren, 1896
- Xenophasma Dognin, 1905

### Galleriinae
- Achroia Hübner
- Acracona Karsch, 1900
- Acyperas Hampson, 1901
- Alpheias Ragonot, 1891
- Alpheioides Barnes & McDunnough, 1912
- Antiptilotis Meyrick, 1897
- Aphomia Hübner
- Arenipses Hampson, 1901
- Athaliptis Schaus, 1913
- Bapara Walker, 1865
- Cacotherapia Dyar, 1904
- Callionyma Meyrick, 1883
- Cataprosopus Butler, 1881
- Cathayia Hampson, 1901
- Ceratothalama Meyrick, 1932
- Chevalierella Ghesquière, 1943
- Corcyra Ragonot, 1885
- Cristia Whalley, 1964
- Dinopleura Turner, 1941
- Doloessa Zeller, 1848
- Eldana Walker, 1865
- Eloeidiphilos Praviel, 1938
- Epimorius Zeller, 1877
- Ertzica Walker, 1866
- Ethopia Walker, 1865
- Eulophopalpia Inoue, 1982
- Galleria Fabricius, 1798
- Galleristhenia Hampson, 1917
- Gallerites Kernbach, 1967
- Heteromicta Meyrick, 1886
- Hypolophota Turner, 1904
- Lamoria Walker, 1863
- Mampava Ragonot, 1888
- Marisba Walker, 1863
- Mecistophylla Turner, 1937
- Megarthridia Martin, 1956
- Metaraphia Hampson, 1901
- Meyriccia Hampson, 1917
- Microchlora Hampson, 1901
- Neoepimorius Whalley, 1964
- Neophrida Möschler, 1882
- Omphalocera Lederer, 1863
- Paralipsa Butler, 1879
- Paraphomia Hampson, 1901
- Parazanclodes Hampson, 1901
- Paroxyptera Ragonot, 1901
- Perinetoides Marion, 1955
- Picrogama Meyrick, 1897
- Pogrima Schaus, 1940
- Prasinoxena Meyrick, 1894
- Prosthenia Hampson, 1901
- Pseudarenipses Speidel & Schmitz, 1991
- Rhectophlebia Ragonot, 1888
- Schistotheca Ragonot, 1883
- Sphinctocera Warren, 1897
- Statia Ragonot, 1901
- Stenachroia Hampson, 1898
- Thalamorrhyncha Meyrick, 1933
- Thyridopyralis Dyar, 1901
- Tirathaba Walker, 1864
- Trachylepidia Ragonot, 1887
- Yxygodes Viette, 1989

### Musotiminae
- Aeolopetra Meyrick, 1934
- Alloperissa Meyrick, 1934
- Baeoptila Turner, 1908
- Barisoa Möschler, 1886
- Catapsephis Hampson, 1899
- Cilaus de Joannis, 1932
- Compsophila Meyrick, 1886
- Cymoriza Guenée, 1854
- Drosophantis Meyrick, 1935
- Elachypteryx Turner, 1908
- Endotrichella Collins, 1962
- Malleria Munroe, 1959
- Melanochroa Yoshiyasu, 1985
- Metathyrida Viette, 1954
- Midilambia Munroe, 1969
- Monocoptopera Hampson, 1899
- Musotima Meyrick, 1884
- Neomusotima Yoshiyasu, 1985
- Neurophyseta Hampson, 1895
- Odilla Schaus, 1940
- Panotima Meyrick, 1934
- Parthenodes Guenée, 1854
- Trigamozeucta Meyrick, 1937
- Undulambia Lange, 1956
- Uthinia Snellen, 1899

### Phycitinae
- Abachausia Balinsky, 1994
- Abareia Whalley, 1970
- Acolastodes Meyrick, 1934
- Acritonia Amsel, 1954
- Acrobasis Zeller, 1839
- Acrobasopsis Amsel, 1958
- Acroncosa Barnes & McDunnough, 1917
- Actinocrates Meyrick, 1934
- Actrix Heinrich, 1956
- Adanarsa Heinrich, 1956
- Addyme Walker, 1863
- Adelosemia Ragonot, 1887
- Adelperga Heinrich, 1956
- Adelphia Heinrich, 1956
- Africella Hampson, 1930
- Afromyelois Balinsky, 1991
- Afromylea Balinsky, 1994
- Afropsipyla Balinsky, 1994
- Alispoides Ragonot, 1888
- Alophia Ragonot, 1893
- Ambesa Grote, 1880
- Ambetilia Balinsky, 1994
- Ambluncus Amsel, 1954
- Amechedia Amsel, 1961
- Amegarthria Neunzig & Dow, 1993
- Ammatucha Turner, 1922
- Amphignostis Meyrick, 1934
- Amphithrix Ragonot, 1893
- Amyelois Amsel, 1956
- Anabasis Heinrich, 1956
- Anacostia Shaffer, 1968
- Anadelosemia Dyar, 1919
- Anchylobela Turner, 1947
- Ancova Ragonot, 1893
- Ancylodes Ragonot, 1887
- Ancylodinia de Joannis, 1913
- Ancylosis Zeller, 1839
- Ancylosoma Roesler, 1973
- Anderida Heinrich, 1956
- Anegcephalesis Dyar, 1917
- Anemmalocera Amsel, 1961
- Anephopteryx Amsel, 1955
- Anerastia Hübner, 1825
- Anerosoma Roesler, 1971
- Anjumania Amsel, 1970
- Anonaepestis Ragonot, 1894
- Anoristia Ragonot, 1887
- Anthopteryx Dyar, 1914
- Anypsipyla Dyar, 1914
- Aphycita Amsel, 1968
- Aphyletes Ragonot, 1893
- Apodentinodia Roesler, 1969
- Apomyelois Heinrich, 1956
- Aprophthasia Amsel, 1968
- Aptunga Heinrich, 1956
- Archiephestia Amsel, 1955
- Archigalleria Rebel, 1901
- Arcola Schaffer, 1995
- Ardekania Amsel, 1951
- Ardekanopsis Amsel, 1954
- Arimania Amsel, 1954
- Arivaca Shaffer, 1968
- Arsissa Ragonot, 1893
- Asalebria Amsel, 1953
- Asaluria Amsel, 1958
- Asarta Zeller, 1848
- Asartodes Ragonot, 1893
- Asclerobia Roesler, 1969
- Asemeia Hampson, 1930
- Aspithroides Balinsky, 1994
- Assara Walker, 1863
- Atascosa Hulst, 1890
- Atheloca Heinrich, 1956
- Atopothoures Blanchard, 1975
- Auchmera Hampson, 1930
- Audeoudia de Joannis, 1927
- Aurana Walker, 1863
- Australephestiodes Neunzig, 1988
- Autocyrota Meyrick, 1933
- Auxacia Ragonot, 1888
- Azaera Schaus, 1913
- Azanicola Balinsky, 1991
- Bahiria Balinsky, 1994
- Balanomis Meyrick, 1887
- Bandera Ragonot, 1887
- Baptotropa Hampson, 1918
- Barberia Dyar, 1905
- Barbifrontia Hampson, 1901
- Bazaria Ragonot, 1887
- Belutschistania Amsel, 1951
- Bema Dyar, 1914
- Berastagia Roesler & Küppers, 1979
- Bertelia Barnes & McDunnough, 1913
- Bethulia Ragonot, 1888
- Birinus Heinrich, 1956
- Boeswarthia Roesler, 1975
- Borosia Gozmány, 1959
- Brachiolodes Amsel, 1953
- Bradyrrhoa Zeller, 1848
- Cabnia Dyar, 1904
- Cabotella Balinsky, 1994
- Cacozophera Dyar, 1919
- Cactoblastis Ragonot, 1901
- Cadra Walker, 1864
- Cahela Heinrich, 1939
- Caina Ragonot, 1893
- Calamotropa Hampson, 1918
- Calamotropodes Janse, 1922
- Calguia Walker, 1863
- Candiopella Balinsky, 1994
- Canthelea Walker, 1866
- Cantheleamima Balinsky, 1994
- Caradjaria Roesler, 1975
- Caristanius Heinrich, 1956
- Carthade Snellen, 1899
- Cassiana Heinrich, 1956
- Catastia Hübner, 1825
- Cathyalia Ragonot, 1888
- Catopyla Bradley, 1968
- Caudellia Dyar, 1904
- Caustella Hampson, 1930
- Caviana Neunzig & Dow, 1993
- Cavipalpia Ragonot, 1893
- Cayennia Hampson, 1930
- Centrometopia Ragonot, 1887
- Ceracanthia Ragonot, 1893
- Ceratagra Meyrick, 1932
- Ceroprepes Zeller, 1867
- Ceuthelea Balinsky, 1994
- Ceutholopha Zeller, 1867
- Chararica Heinrich, 1956
- Cherchera Dumont, 1932
- Chilocremastis Meyrick, 1934
- Chorrera Dyar, 1914
- Chortonoeca Hampson, 1918
- Christophia Ragonot, 1887
- Chrysoscinia Hampson, 1930
- Ciliocera Amsel, 1954
- Ciliocerodes Amsel, 1961
- Ciliopempelia Amsel, 1961
- Citripestis Ragonot, 1893
- Cnephidia Ragonot, 1893
- Coenochroa Ragonot, 1887
- Coenotropa Hampson, 1918
- Coleocornutia Amsel, 1961
- Commotria Berg, 1885
- Comorta Ragonot, 1888
- Comotia Dyar, 1914
- Conobathra Meyrick, 1886
- Copamyntis Meyrick, 1934
- Coptarthria Ragonot, 1893
- Cremnophila Ragonot, 1893
- Creobota Turner, 1931
- Crocidomera Zeller, 1848
- Crocydopora Meyrick, 1882
- Cryptadia Turner, 1913
- Cryptarthria Roesler, 1981
- Cryptoblabes Zeller, 1848
- Cryptomyelois Roesler & Küppers, 1979
- Crystallozyga Meyrick, 1937
- Ctenomedes Meyrick, 1935
- Ctenomeristis Meyrick, 1929
- Culcitaria Amsel, 1970
- Cuniberta Heinrich, 1956
- Cunibertoides Balinsky, 1991
- Cyiza Walker, 1864
- Cyphita Roesler, 1971
- Cyprusia Amsel, 1958
- Dalakia Amsel, 1961
- Daria Ragonot, 1888
- Dasypyga Ragonot, 1887
- Davara Walker, 1859
- Dectocera Ragonot, 1887
- Delogenes Meyrick, 1918
- Dembea Ragonot, 1888
- Dentitegumia Amsel, 1961
- Dialepta Turner, 1913
- Diatomocera Ragonot, 1893
- Didia Ragonot, 1893
- Difundella Dyar, 1914
- Dioryctria Zeller, 1846
- Dipsochares Meyrick, 1937
- Discofrontia Hampson, 1901
- Ditrachyptera Ragonot, 1893
- Diviana Ragonot, 1888
- Divitiaca Barnes & McDunnough, 1913
- Drescoma Dyar, 1914
- Drescomopsis Dyar, 1919
- Dysphylia Ragonot, 1888
- Ecbatania Amsel, 1961
- Ecbletodes Turner, 1904
- Eccopidia Hampson, 1899
- Eccopisa Zeller, 1848
- Ecnomoneura Turner, 1942
- Ectohomoeosoma Roesler, 1965
- Ectomyelois Heinrich, 1956
- Edulica Hampson, 1901
- Elasmopalpus Blanchard, 1852
- Elegia Ragonot, 1887
- Ematheudes Zeller, 1867
- Emmalocera Ragonot, 1888
- Emporia Ragonot, 1887
- Encryphodes Turner, 1913
- Endolasia Hampson, 1896
- Entmemacornis Dyar, 1919
- Ephedrophila Dumont, 1928
- Ephestia Guenée, 1845
- Ephestiodes Ragonot, 1887
- Ephestiopsis Ragonot, 1893
- Epichalcia Roesler, 1969
- Epicrocis Zeller, 1848
- Epidauria Rebel, 1901
- Epiepischnia Amsel, 1954
- Epiparthia Amsel, 1935
- Epischidia Rebel, 1901
- Epischnia Hübner, 1825
- Epischnopsis Amsel, 1954
- Episcythrastis Meyrick, 1937
- Ereboenis Meyrick, 1935
- Erelieva Heinrich, 1956
- Eremographa Meyrick, 1932
- Ernophthora Meyrick, 1887
- Ethiopsella Hampson, 1930
- Etiella Zeller, 1839
- Etielloides Shibuya, 1928
- Euageta Turner, 1947
- Eucampyla Meyrick, 1882
- Eucarphia Hübner, 1825
- Eugyroptera Bradley, 1977
- Eulogia Heinrich, 1956
- Eulophota Hampson, 1926
- Eumysia Dyar, 1925
- Eurhodope Hübner, 1825
- Eurhophaea Amsel, 1961
- Eurythmasis Dyar, 1914
- Eurythmia Ragonot, 1887
- Eurythmidia Hampson, 1901
- Euzophera Zeller, 1867
- Euzopherodes Hampson, 1899
- Exodesis Hampson, 1919
- Exuperius Heinrich, 1956
- Farnobia Heinrich, 1956
- Farsia Amsel, 1961
- Faveria Walker, 1859
- Fissicera Shaffer, 1978
- Flabellobasis Balinsky, 1991
- Fondoukia Chrétien, 1911
- Fossifrontia Hampson, 1901
- Fregenia Hartig, 1948
- Fulrada Heinrich, 1956
- Fundella Zeller, 1848
- Gabinius Heinrich, 1956
- Gennadius Heinrich, 1956
- Genophantis Meyrick, 1888
- Getulia Ragonot, 1888
- Glyphocystis Blanchard, 1973
- Glyptocera Ragonot, 1889
- Glyptoteles Zeller, 1848
- Gnathomorpha Amsel, 1959
- Gorama Walker, 1866
- Goya Ragonot, 1888
- Gozmanyia Roesler, 1965
- Gregorempista Roesler, 1969
- Guastica Walker, 1863
- Gunungodes Roesler & Küppers, 1981
- Gymnancyla Zeller, 1848
- Gymnancylodes Amsel, 1968
- Hafisia Amsel, 1950
- Hannemanneia Roesler, 1967
- Hanreisseria Roesler, 1973
- Harnochina Dyar, 1914
- Harraria Hampson, 1930
- Heinrichiessa Neunzig, 1988
- Hemiptilocera Ragonot, 1888
- Hemiptiloceroides Neunzig & Dow, 1993
- Heosphora Meyrick, 1882
- Heras Heinrich, 1956
- Heterochrosis Hampson, 1926
- Hobohmia Balinsky, 1994
- Hoeneodes Roesler, 1969
- Homodigma Hampson, 1930
- Homoeographa Ragonot, 1888
- Homoeosoma Curtis, 1833
- Homosassa Hulst, 1890
- Honora Grote, 1878
- Honorinus Heinrich, 1956
- Horistarcha Meyrick, 1935
- Hosidia Hampson, 1901
- Hyalospila Ragonot, 1888
- Hydaspia Ragonot, 1888
- Hylopercnas Meyrick, 1934
- Hylopylora Meyrick, 1933
- Hypargyria Ragonot, 1888
- Hypochalcia Hübner, 1825
- Hypodaria Hartig, 1939
- Hyporatasa Rebel, 1901
- Hypsipyla Ragonot, 1888
- Hypsotropa Zeller, 1848
- Idiobrotis Meyrick, 1937
- Illatila Dyar, 1914
- Immyrla Dyar, 1906
- Indocabnia Roesler & Küppers, 1981
- Indomalayia Roesler & Küppers, 1979
- Indomyrlaea Roesler & Küppers, 1979
- Insalebria Filipjev, 1924
- Interjectio Heinrich, 1956
- Irakia Amsel, 1955
- Jacutscia Hampson, 1930
- Jakuarte Viette, 1953
- Joannisia Balinsky, 1994
- Kasyapa Roesler & Küppers, 1981
- Kaurava Roesler & Küppers, 1981
- Keradere Whalley, 1970
- Khachia Amsel, 1961
- Khorassania Amsel, 1951
- Khuzistania Amsel, 1959
- Kivia Balinsky, 1994
- Klimeschiola Roesler, 1965
- Kumbhakarna Roesler & Küppers, 1981
- Laciempista Roesler, 1975
- Lacipea Walker, 1863
- Laetilia Ragonot, 1889
- Lambaesia Rebel, 1903
- Laristania Amsel, 1951
- Lascelina Heinrich, 1956
- Lasiosticha Meyrick, 1887
- Laurentia Ragonot, 1888
- Leotropa Hampson, 1918
- Letoa Walker, 1866
- Leviantenna Balinsky, 1994
- Lioprosopa Turner, 1947
- Lipographis Ragonot, 1887
- Lophothoracia Hampson, 1901
- Lymphia Rebel, 1901
- Macrophycis Roesler, 1982
- Macrorrhinia Ragonot, 1887
- Macrovalva Balinsky, 1994
- Madiama Walker, 1864
- Magiria Zeller, 1867
- Magiriamorpha Balinsky, 1994
- Magiriopsis Heinrich, 1956
- Makrania Amsel, 1959
- Malgachinsula Roesler, 1982
- Maliarpha Ragonot, 1888
- Maricopa Hulst, 1890
- Martia Ragonot, 1887
- Mascelia Hampson, 1930
- Masthala Walker, 1864
- Mayaciella Neunzig, 1993
- Medaniaria Roesler & Küppers, 1979
- Mediophycis Roesler, 1982
- Megacerdresa Neunzig, 1994
- Megalophota Hampson, 1918
- Megalophycita Amsel, 1953
- Megarthria Ragonot, 1893
- Megasis Guenée, 1845
- Melanastia Hampson, 1930
- Melathrix Ragonot, 1893
- Melitara Walker, 1863
- Menuthia Ragonot, 1888
- Meroptera Grote, 1882
- Merulempista Roesler, 1967
- Mescinia Hampson, 1901
- Mesciniadia Hampson, 1901
- Mesciniodes Hampson, 1901
- Mesodiphlebia Zeller, 1881
- Metacrateria Hampson, 1918
- Metallosticha Rebel, 1901
- Metallostichodes Roesler, 1967
- Metephestia Hampson, 1901
- Metoecis Mabille, 1880
- Metriostola Ragonot, 1893
- Meyrickiella Hampson, 1901
- Michaeliodes Roesler, 1969
- Micromescinia Dyar, 1914
- Microphestia Dyar, 1914
- Microphycita Dyar, 1914
- Mildrixia Dyar, 1914
- Miliberta Balinsky, 1994
- Mimopolyocha Matsumura, 1925
- Moerbes Dyar, 1914
- Monoctenocera Hampson, 1899
- Monoptilota Hulst, 1900
- Monotonia Amsel, 1955
- Moodna Hulst, 1890
- Moodnodes Neunzig, 1988
- Moodnopsis Dyar, 1914
- Morosaphycita Horak, 1997
- Mussidia Ragonot, 1888
- Myelodes Hampson, 1930
- Myelois Hübner, 1825
- Myeloisiphana Hartig, 1937
- Myelopsis Heinrich, 1956
- Myelopsoides Neunzig, 1998
- Myrlaea Ragonot, 1887
- Nakurubia Balinsky, 1994
- Namibicola Balinsky, 1991
- Namibiopsis Balinsky, 1994
- Navasota Ragonot, 1887
- Nefundella Neunzig, 1986
- Neocoristis Meyrick, 1937
- Neopempelia Amsel, 1954
- Neorastia Amsel, 1954
- Neorufalda Yamanaka, 1986
- Nephopterix Hübner, 1825
- Nephopterygia Amsel, 1965
- Nevacolima Neunzig, 1994
- Nicetiodes Schaus, 1923
- Niethammeriodes Roesler, 1969
- Nonambesa Roesler & Küppers, 1979
- Nonia Hampson, 1901
- Nonphycita Balinsky, 1994
- Nyctegretis Zeller, 1848
- Nylonala Gozmány, 1960
- Ocala Hulst, 1891
- Ocrisiodes Amsel, 1950
- Odontarthria Ragonot, 1893
- Oedilepia Hampson, 1930
- Oedothmia Hampson, 1930
- Ogilvia Hampson, 1930
- Oligochroides Strand, 1909
- Olybria Heinrich, 1956
- Olycella Dyar, 1928
- Oncocera Stephens, 1829
- Oncolabis Zeller, 1848
- Oreana Hulst, 1888
- Ormuzdia Amsel, 1954
- Ortholepis Ragonot, 1887
- Oryctometopia Ragonot, 1888
- Osakia Ragonot, 1901
- Oxybia Rebel, 1901
- Oxydisia Hampson, 1901
- Paconius Heinrich, 1956
- Palloria Amsel, 1961
- Palpusopsis Amsel, 1959
- Paraemporia Amsel, 1951
- Paralaodamia Balinsky, 1994
- Paramaxillaria Inoue, 1955
- Pararotruda Roesler, 1965
- Parasclerobia Roesler, 1971
- Parasefidia Amsel, 1950
- Paratascosa Shaffer, 1976
- Parramatta Hampson, 1901
- Parthia Ragonot, 1887
- Passadena Hulst, 1900
- Patagoniodes Roesler, 1969
- Patna Ragonot, 1888
- Patriciola Heinrich, 1956
- Peadus Heinrich, 1956
- Pempelia Hübner, 1825
- Penetiana Hampson, 1930
- Peoria Ragonot, 1887
- Phestinia Hampson, 1930
- Philodema Heinrich, 1956
- Philosauritis Meyrick, 1935
- Phobus Heinrich, 1956
- Phycita Curtis, 1828
- Phycitodes Hampson, 1917
- Phycitophila Balinsky, 1994
- Phycitopsis Ragonot, 1887
- Phylebria Roesler, 1982
- Piesmopoda Zeller, 1848
- Pima Hulst, 1888
- Pimodes Blanchard, 1976
- Pirizania Amsel, 1954
- Pirizanodes Amsel, 1961
- Plagoa Whalley, 1970
- Platycrates Meyrick, 1932
- Pleurochila Ragonot, 1888
- Plodia Guenée, 1845
- Pogononeura Ragonot, 1888
- Pogonotropha Zeller, 1852
- Polopeustis Ragonot, 1893
- Polyocha Zeller, 1848
- Postemmalocera Amsel, 1955
- Praecomotia Amsel, 1956
- Praedonula Heinrich, 1956
- Praeepischnia Amsel, 1954
- Praerhinaphe Amsel, 1954
- Praesaluria Amsel, 1958
- Pretoria Ragonot, 1893
- Pristocerella Kieffer, 1909
- Proancylosis Balinsky, 1991
- Procunea Hampson, 1930
- Promylea Ragonot, 1887
- Prophtasia Ragonot, 1887
- Prorophora Ragonot, 1887
- Prosoeuzophera Heinrich, 1956
- Protasia Heinrich, 1956
- Protoetiella Inoue, 1959
- Protomoerbes Heinrich, 1956
- Pseudacrobasis Roesler, 1975
- Pseudocabima Heinrich, 1956
- Pseudocabotia Blanchard & Knudson, 1985
- Pseudocadra Roesler, 1965
- Pseudoceroprepes Roesler, 1982
- Pseudodavara Roesler & Küppers, 1979
- Pseudodivona Dyar, 1914
- Pseudogetulia Balinsky, 1994
- Pseudographis Balinsky, 1989
- Pseudomegasis Chrétien, 1931
- Pseudophycita Roesler, 1969
- Pseudopiesmopoda Roesler, 1982
- Psoropristia Roesler, 1970
- Psorosa Zeller, 1846
- Psorosana Strand, 1915
- Psorosina Dyar, 1904
- Psorosodes Amsel, 1954
- Pterothrixidia Amsel, 1954
- Ptyobathra Turner, 1905
- Ptyomaxia Hampson, 1903
- Ptyonocera Hampson, 1901
- Pyla Grote, 1882
- Pylamorpha Balinsky, 1994
- Quasiexuperius Balinsky, 1994
- Quasipuer Roesler, 1973
- Quasisalebria Heinrich, 1956
- Rabiria Heinrich, 1956
- Ragonotia Grote, 1888
- Rambutaneia Roesler & Küppers, 1979
- Ramosignathos Balinsky, 1994
- Rampylla Dyar, 1919
- Raphimetopus Hampson, 1918
- Ratasa Herrich-Schäffer, 1849
- Repetekiodes Amsel, 1961
- Reynosa Shaffer, 1968
- Rhagea Heinrich, 1956
- Rhinaphe Berg, 1875
- Rhinaphena Strand, 1920
- Rhinogradentia Amsel, 1970
- Rhodochrysa Hampson, 1901
- Rhodophaea Guenée, 1845
- Rhynchephestia Hampson, 1930
- Rhynchopselaphus Zerny, 1917
- Ribua Heinrich, 1940
- Rioja Heinrich, 1956
- Rostrolaetilia Blanchard & Ferguson, 1975
- Rotrudosoma Roesler, 1964
- Rufalda Roesler, 1972
- Rumatha Heinrich, 1939
- Saborma Ragonot, 1888
- Sabormania Strand, 1913
- Sacculocornutia Roesler, 1971
- Salebria Zeller, 1846
- Salebriacus Heinrich, 1956
- Salebriaria Heinrich, 1956
- Salebriodes Amsel, 1950
- Salebriopsis Hannemann, 1965
- Salinaria Rebel, 1901
- Saluria Ragonot, 1887
- Samaria Ragonot, 1893
- Sandrabatis Ragonot, 1893
- Sarasota Hulst, 1900
- Sarata Ragonot, 1887
- Sardzea Amsel, 1961
- Sciota Hulst, 1888
- Sclerobiodes Amsel, 1951
- Scorylus Heinrich, 1956
- Seeboldia Ragonot, 1887
- Sefidia Amsel, 1950
- Selagia Hübner, 1825
- Selagiaforma Roesler, 1982
- Selga Heinrich, 1956
- Sematoneura Ragonot, 1888
- Sempronia Ragonot, 1888
- Sengania Amsel, 1951
- Serrulacera Amsel, 1955
- Shafferiessa Landry & Neunzig, 1997
- Shebania Balinsky, 1991
- Shirazia Amsel, 1954
- Siboga Hampson, 1901
- Singhalia Hampson, 1899
- Sosipatra Heinrich, 1956
- Spatulipalpia Ragonot, 1893
- Spectrobates Meyrick, 1935
- Sporophyla Meyrick, 1905
- Spurilaetilia Neunzig, 1993
- Stanempista Roesler, 1969
- Staudingeria Ragonot, 1887
- Stereobela Turner, 1905
- Stomoclista Meyrick, 1932
- Strephomescinia Dyar, 1919
- Stylobasis Hampson, 1901
- Stylopalpia Hampson, 1901
- Styphlorachis Hampson, 1930
- Succadana Ragonot, 1888
- Sudania Hampson, 1901
- Sudaniola Roesler, 1973
- Symphonistis Turner, 1904
- Synoria Ragonot, 1888
- Syntypica Turner, 1905
- Tacoma Hulst, 1888
- Taftania Amsel, 1951
- Tampa Ragonot, 1887
- Taprobania Hampson, 1930
- Tarquitia Ragonot, 1893
- Teleochytis Meyrick, 1933
- Telethusia Heinrich, 1956
- Tenellopsis Amsel, 1961
- Tephris Ragonot, 1891
- Thermopteryx Hampson, 1912
- Thiallela Walker, 1863
- Thospia Ragonot, 1888
- Thylacoptila Meyrick, 1885
- Tinerastia Hampson, 1901
- Tinestra Hampson, 1908
- Tlascala Hulst, 1890
- Tornocometis Meyrick, 1934
- Tota Heinrich, 1956
- Traced
- Trachonitis Zeller, 1848
- Trachycera Ragonot, 1893
- Trachypteryx Ragonot, 1893
- Transcaspia Amsel, 1955
- Triaenoneura Ragonot, 1893
- Triozosneura Blanchard, 1973
- Trisides Walker, 1863
- Trissonca Meyrick, 1882
- Trychnocrana Turner, 1925
- Tsaraphycis Viette, 1970
- Tsaratanana Roesler, 1982
- Tucumania Dyar, 1925
- Tulsa Heinrich, 1956
- Tylochares Meyrick, 1883
- Ufa Walker, 1863
- Ulophora Ragonot, 1890
- Unadilla Hulst, 1890
- Unadillides Hampson, 1930
- Unadophanes Shaffer, Nielsen & Horak, 1996
- Uncinus Amsel, 1951
- Urbania Hampson, 1901
- Vagobanta Heinrich, 1956
- Valdovecaria Zerny, 1927
- Valva Amsel, 1961
- Varneria Dyar, 1904
- Veldticola Hampson, 1930
- Verina Heinrich, 1956
- Vezina Heinrich, 1956
- Vietteia Amsel, 1955
- Villiersoides Marion, 1957
- Vinicia Ragonot, 1893
- Vitula Ragonot, 1887
- Vixsinusia Amsel, 1970
- Volatica Heinrich, 1956
- Volobilis Walker, 1863
- Wakulla Shaffer, 1968
- Welderella Blanchard, 1978
- Wunderia Grossbeck, 1917
- Zamagiria Dyar, 1914
- Zapalla Shaffer, 1976
- Zophodia Hübner, 1825
- Zophodiodes Ragonot, 1887
- Zynodes Whalley, 1970

### Pyralinae
- Actenia Guenée, 1854
- Acteniopsis Amsel, 1959
- Adulis Ragonot, 1891
- Aglossa Latreille, 1796
- Aglossodes Ragonot, 1891
- Amphiderita Turner, 1925
- Anactenia Amsel, 1956
- Anobostra Hampson, 1917
- Antisindris Marion, 1955
- Arctioblepsis Felder, C. & Felder, R., 1862
- Arescoptera Turner, 1911
- Arippara Walker, 1863
- Arispe Ragonot, 1891
- Arsenaria Ragonot, 1891
- Benderia Amsel, 1949
- Betsimisaraka Marion, 1955
- Bostra Walker, 1863
- Burgeonidea Ghesquière, 1942
- Cardamyla Walker, 1859
- Catocrocis Ragonot, 1891
- Cosmethella Munroe & Shaffer, 1980
- Crocalia Ragonot, 1892
- Ctenarthria Ragonot, 1891
- Curena Walker, 1866
- Dattinia Ragonot, 1887
- Delopterus Janse, 1922
- Diloxia Hampson, 1896
- Discordia Swinhoe, 1885
- Dolichomia Ragonot, 1891
- Elaealis Hampson, 1906
- Embryoglossa Warren, 1896
- Endotricha Zeller, 1847
- Epacternis Meyrick, 1933
- Epizonora Ragonot, 1892
- Essina Ragonot, 1891
- Ethelontides Meyrick, 1934
- Euryzonella Ghesquière, 1942
- Gauna Walker, 1866
- Glendotricha Kuznetzov, 1941
- Grammiphlebia Hampson, 1906
- Haplosindris Viette, 1953
- Herculia Walker, 1859
- Hercynodes Ragonot, 1895
- Heterocrasa Warren, 1896
- Hyboloma Ragonot, 1891
- Hypanchyla Warren, 1891
- Hypotia Zeller, 1847
- Hypsopygia Hübner, 1825
- Imerina Ragonot, 1891
- Iraniodes Amsel, 1961
- Katja Amsel, 1951
- Lamacha Walker, 1863
- Larice Ragonot, 1892
- Latagognoma Tams, 1935
- Lixa Walker, 1866
- Lophocera Kenrick, 1917
- Loryma Walker, 1859
- Lorymana Strand, 1915
- Lorymodes Hampson, 1917
- Macna Walker, 1859
- Macropyralis Amsel, 1953
- Mapeta Walker, 1863
- Marionana Viette, 1953
- Marionodes Viette, 1953
- Maschalandra Meyrick, 1937
- Meca Karsch, 1900
- Melanalis Hampson, 1906
- Mesosindris Viette, 1960
- Micromastra Schaus, 1940
- Micromystix de Joannis, 1929
- Micronix Amsel, 1956
- Mimicia Caradja, 1925
- Minooa Yamanaka, 1996
- Mittonia Whalley, 1964
- Neobostra Hampson, 1906
- Neodavisia Barnes & McDunnough, 1914
- Nhoabe Viette, 1953
- Ocrasa Walker, 1866
- Ocydina Meyrick, 1936
- Omphalobasella Strand, 1915
- Omphalomia Swinhoe, 1894
- Orthopygia Ragonot, 1890
- Orybina Snellen, 1895
- Oryctocera Ragonot, 1891
- Palmitia Ragonot, 1890
- Parachmidia Hampson, 1896
- Paractenia Ragonot, 1892
- Paraglossa Hampson, 1906
- Paraphycita Hampson, 1901
- Perisseretma Warren, 1895
- Perula Mabille, 1900
- Philotis Ragonot, 1891
- Pithyllis Grünberg, 1910
- Poliostola Janse, 1922
- Polycampsis Warren, 1896
- Praekatja Amsel, 1961
- Prosaris Meyrick, 1894
- Proteinia Hampson, 1896
- Pseudasopia Grote, 1873
- Pyralestes Turati, 1922
- Pyralis Linnaeus, 1758
- Pyralosis Amsel, 1957
- Rhynchetera Hampson, 1896
- Rhynchopygia Hampson, 1896
- Rostripalpus Hampson, 1896
- Sacada Walker, 1862
- Scenedra Meyrick, 1884
- Scenidiopis Turner, 1904
- Setomigma Ghesquière, 1942
- Sindris Boisduval, 1833
- Stemmatophora Guenée, 1854
- Sybrida Walker, 1865
- Synaphe Hübner, 1825
- Taboga Dyar, 1914
- Tamraca Moore, 1887
- Tanaobela Turner, 1915
- Tanyethira Turner, 1911
- Tegulifera Saalmüller, 1880
- Toccolosida Walker, 1863
- Trebania Ragonot, 1892
- Tretopteryx Ragonot, 1891
- Triphassa Hübner, 1818
- Tyndis Ragonot, 1891
- Ulotricha Lederer, 1863
- Vitessa Moore, 1860
- Vitessidia Rothschild & Jordan, 1905
- Xenomilia Warren, 1896
- Zitha Walker, 1866
- Zonora Swinhoe, 1890

### Släkten som inte tilldelats underfamilj
- Alphacrambus Bassi, 1995
- Arbinia Möschler, 1880
- Ardjuna Roesler & Küppers, 1979
- Cryptophycita Roesler & Küppers, 1979
- Cryptozophera Roesler & Küppers, 1979
- Delcina Clarke, 1986
- Dipha Yoshiyasu, 1988
- Gunungia Roesler & Küppers, 1979
- Merangiria Roesler & Küppers, 1979
- Peniculimius Schouten, 1994
- Psorozophera Roesler & Küppers, 1979
- Pyralites Heer, 1856
- Rucuma Walker, 1863
- Samcova Walker, 1863
- Sanguesa Walker, 1863
- Sineudonia Leraut, 1986
- Steneromene Gaskin, 1986
- Thopeutis Hübner, 1818

## Bildgalleri
Exempel på solmott, en bild per underfamilj

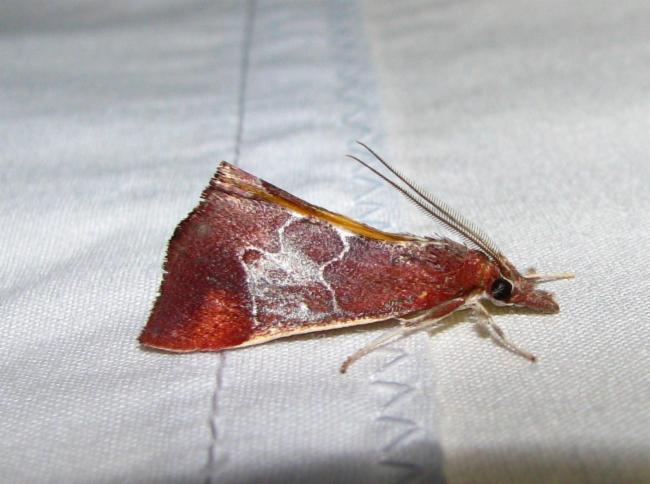
Chrysauginae, Anemosa exanthes
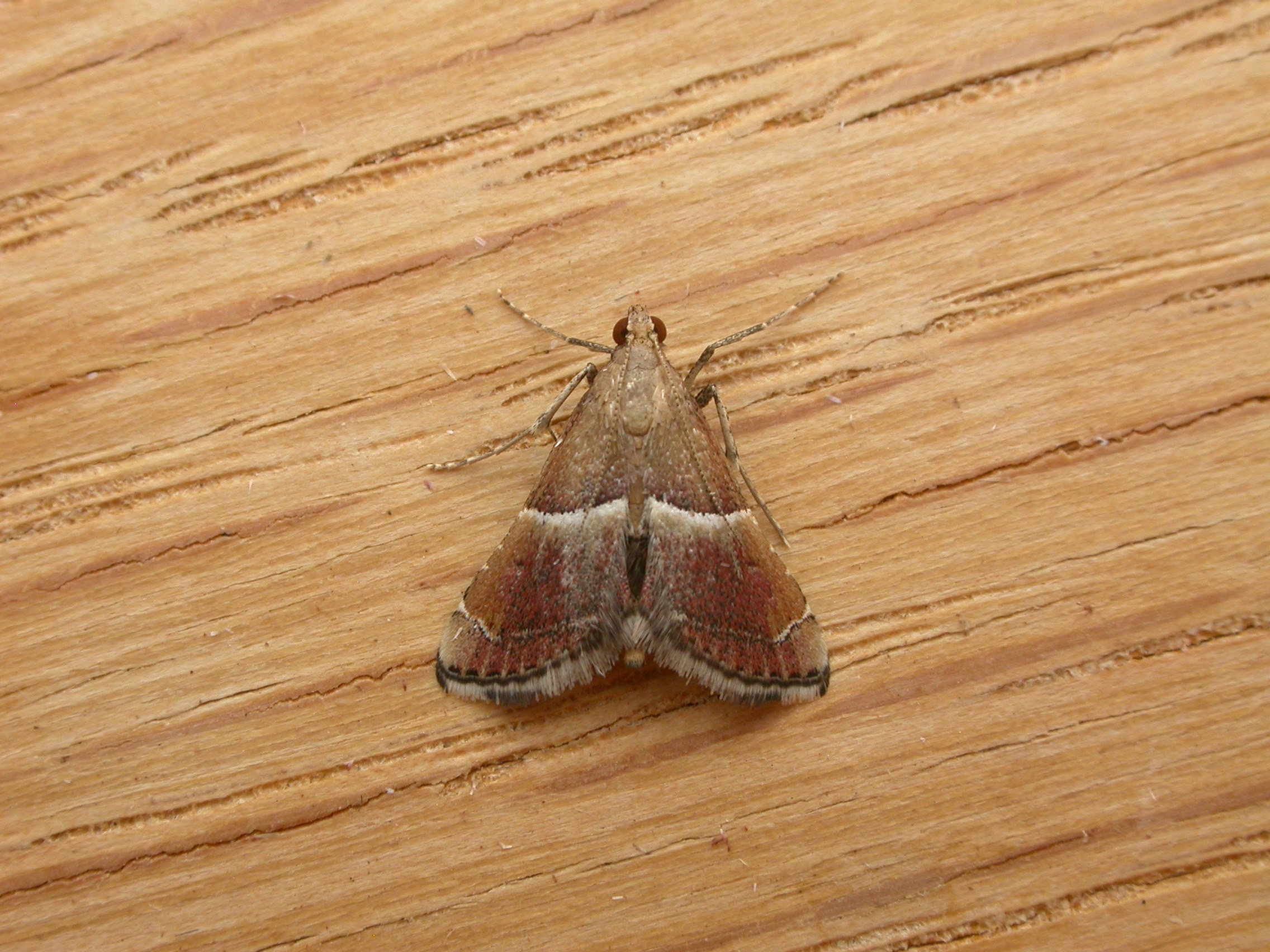
Endotrichinae, Persicoptera compsopa
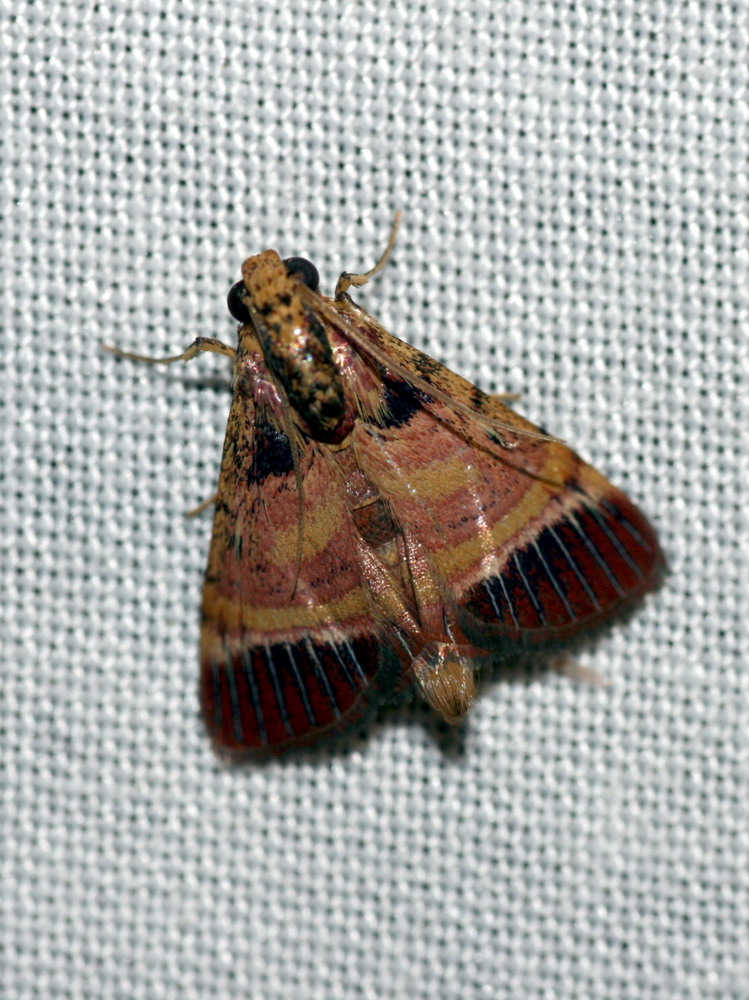
Epipaschiinae, Lista haraldusalis
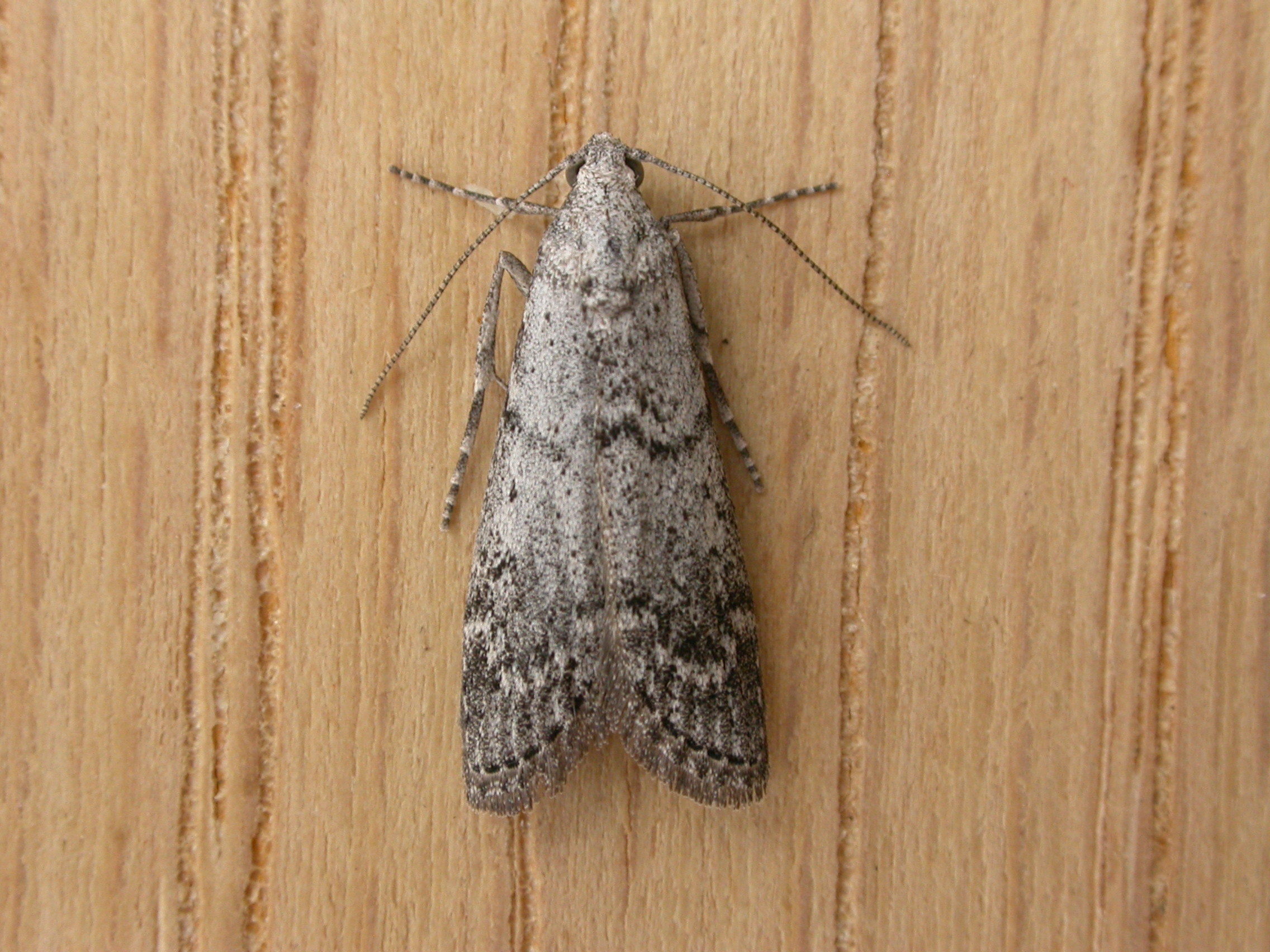
Galleriinae, Heteromicta pachytera
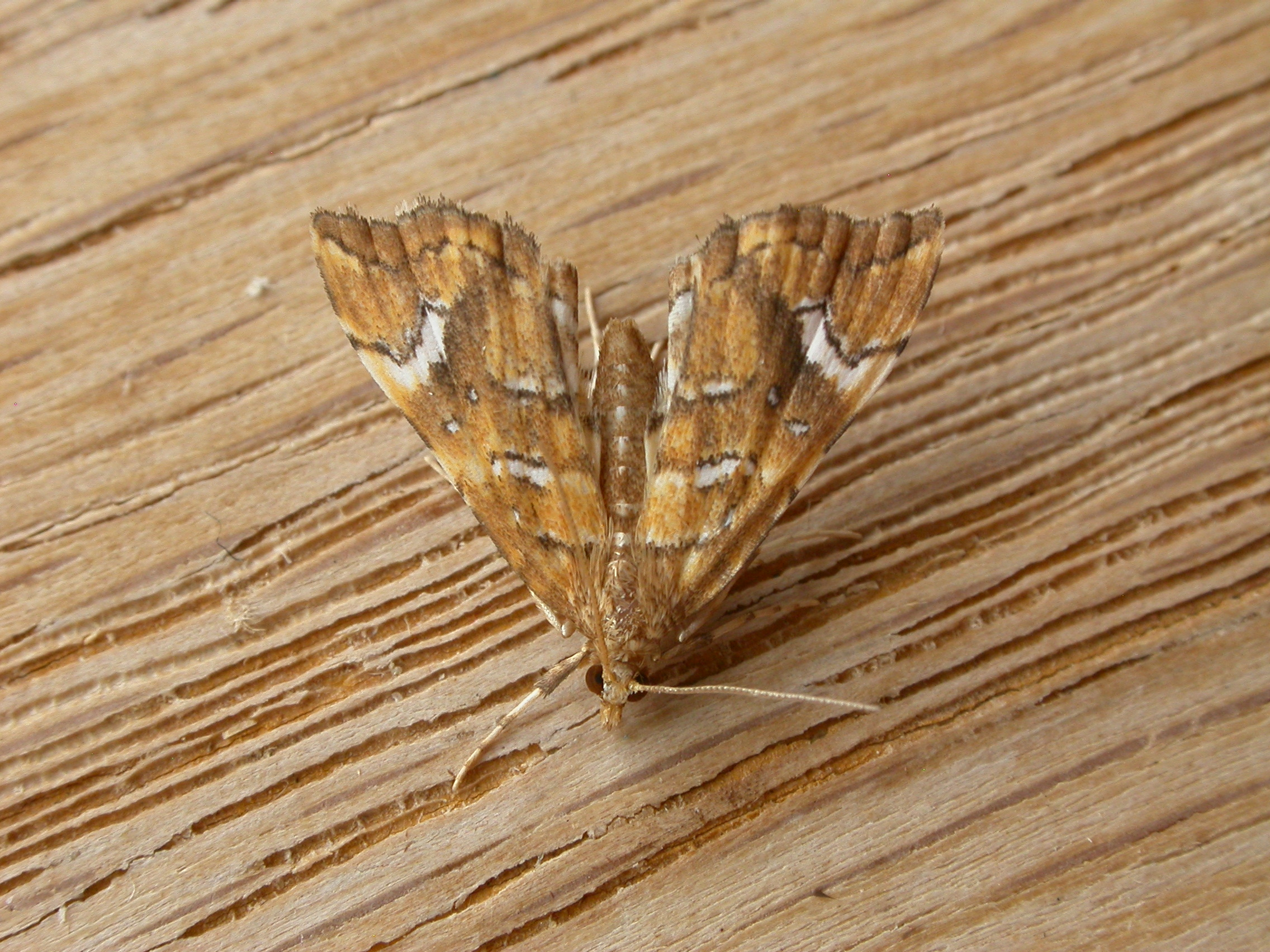
Musotiminae, Musotima nitidalis
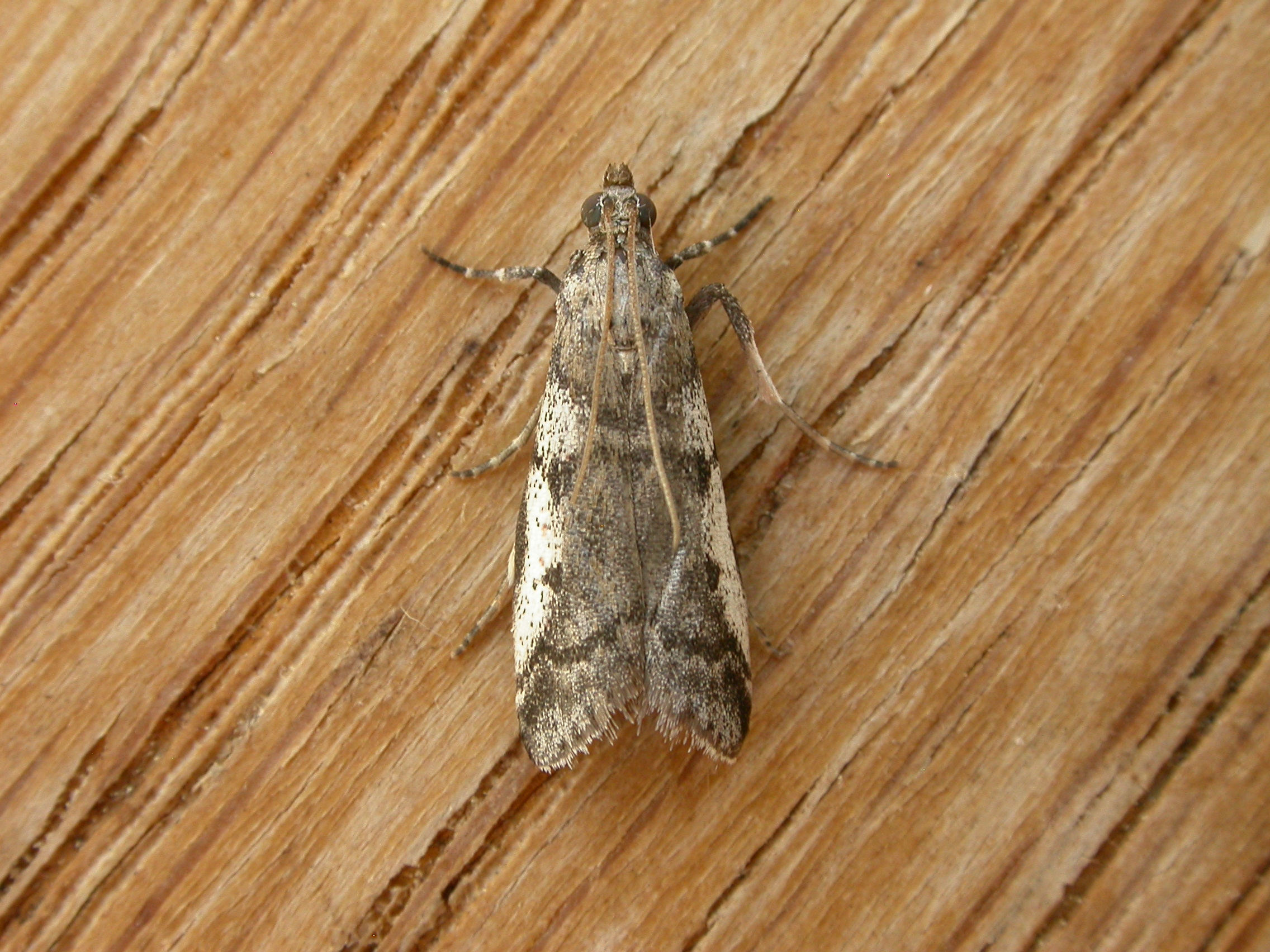
Phycitinae, Assara holophragma
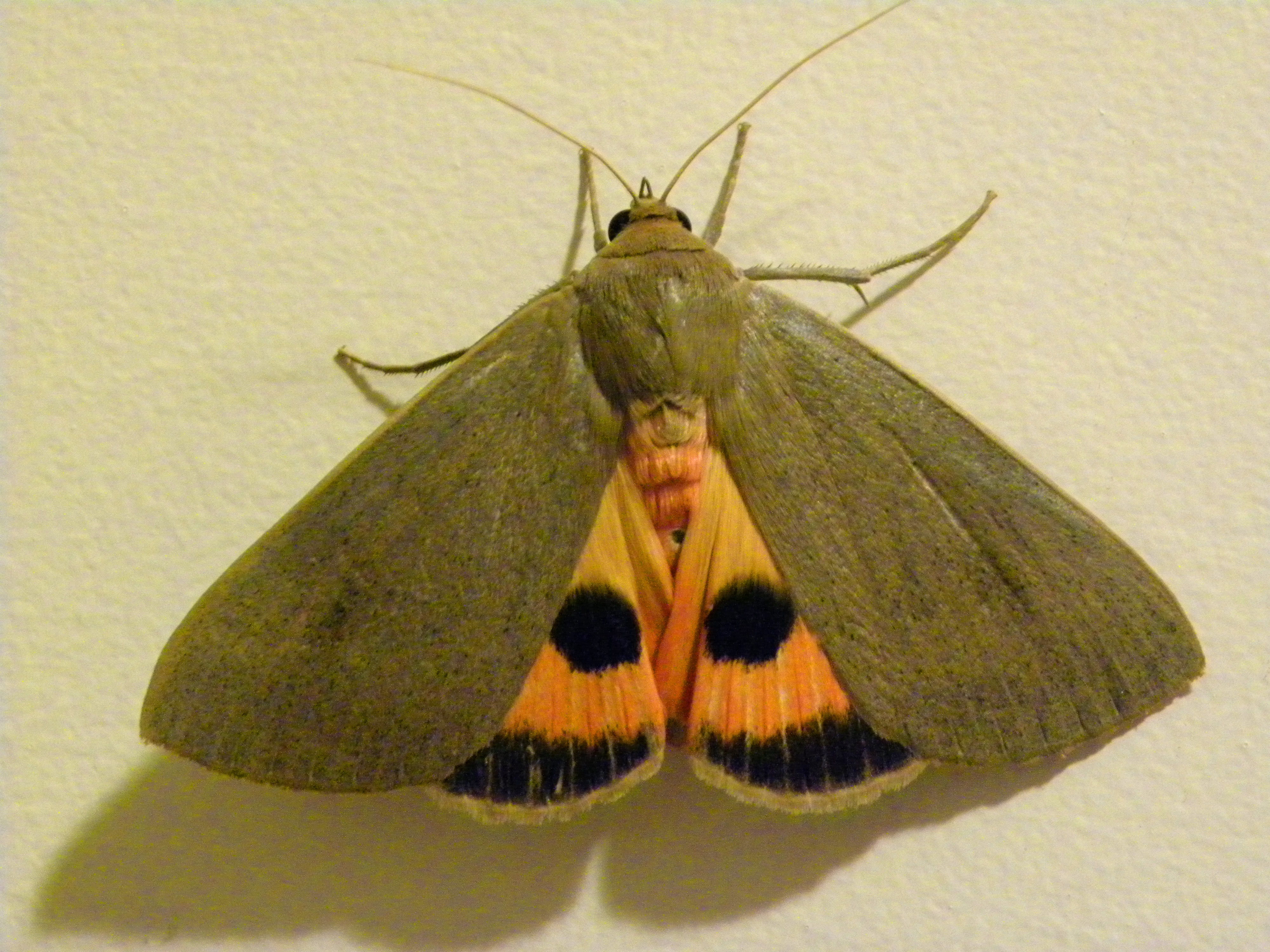
Pyralinae, Cardamyla carinentalis